# Matachia ramulicola
Matachia ramulicola är en spindelart som beskrevs av Raymond Comte de Dalmas 1917. Matachia ramulicola ingår i släktet Matachia och familjen Desidae. Inga underarter finns listade i Catalogue of Life.